# Boston University Metropolitan College
Le Boston University Metropolitan College (« BU MET » ou « MET »), en français Collège métropolitain de l'Université de Boston, est l'un des 21 collèges et écoles de l'Université de Boston. Le MET est spécialisé dans les programmes à destination des étudiants internationaux et des professionnels souhaitant compléter leurs acquis par un diplôme.
Fondé en 1965, le Metropolitan College propose des diplômes et certificats de premier et deuxième cycle dans 19 domaines d'études. En plus de proposer des formations en présentiel, le Metropolitan College a la spécificité de proposer des formations en ligne.
Bien que rattachées au Metropolitan College, les  formations en présentiel se font dans les différents collèges et écoles du campus de Charles Rivers se rapprochant le plus de la thématique suivie,.

## Faculté
Le Metropolitan College dispose de professeurs à temps plein, auxiliaires et à temps partiel, tout en partageant des membres du corps professoral avec d'autres écoles et collèges de l'Université de Boston. Parmi les professeurs à temps plein, 94% sont titulaires d’un doctorat.

## Domaines d'études
Le Metropolitan College est un collège agnostique. Voici la liste des domaines d'études couverts par ses programmes :
- Sciences actuarielles,
- Analyse, Data et Business,
- Administration des arts,
- Biomédical et Soins de Santé,
- Commerce et management,
- Planification et affaires urbaines,
- Informatique et technologies de l'information,
- Justice pénale,
- Cybersécurité,
- Finance,
- Gastronomie et études sur l'alimentation,
- Linguistique,
- Marketing et communications,
- Gestion de projet,
- Gestion des risques,
- Développement de logiciels,
- Gestion de la chaîne d'approvisionnement.

## Programmes de diplômes et de certificats universitaires

### Master of Science ou études du deuxième cycle
Voici la liste des Master proposés en 2025 par le MET :
| Intitulé en français                                 | Intitulé en anglais                |
| ---------------------------------------------------- | ---------------------------------- |
| Maîtrise en sciences actuarielles                    | MS in Actuarial Science            |
| Maîtrise en études administratives                   | MS in Administrative Studies       |
| Maîtrise en publicité                                | MS in Advertising                  |
| Maîtrise en analyse commerciale appliquée            | MS in Applied Business Analytics   |
| Maîtrise en analyse de données appliquée             | MS in Applied Data Analytics       |
| Maîtrise en administration des arts                  | MS in Arts Administration          |
| Maîtrise en planification urbaine                    | MS in City Planning                |
| Maîtrise en systèmes d'information informatiques     | MS in Computer Information Systems |
| Maîtrise en informatique                             | MS in Computer Science             |
| Maîtrise en justice pénale                           | MS in Criminal Justice             |
| Maîtrise en gestion des risques d'entreprise         | MS in Enterprise Risk Management   |
| Maîtrise en gestion financière                       | MS in Financial Management         |
| Maîtrise en gestion marketing global                 | MS in Global Marketing Management  |
| Maîtrise en communication santé                      | MS in Health Communication         |
| Maîtrise en informatique de santé                    | MS in Health Informatics           |
| Maîtrise en gestion des assurances                   | MS in Insurance Management         |
| Maîtrise en gestion de projet                        | MS in Project Management           |
| Maîtrise en développement de logiciels               | MS in Software Development         |
| Maîtrise en gestion de la chaîne d'approvisionnement | MS in Supply Chain Management      |
| Maîtrise en télécommunications                       | MS in Telecommunication            |
| Maîtrise en affaires urbaines                        | MS in Urban Affairs                |

Certains Master peuvent avoir une option de spécialisation telle que "Finance" ou "Data Analytics" ou autres.

### Certificats universitaires de deuxième cycle
Voici la liste des certificats universitaires de second cycle proposés en 2025 par le MET :
| Intitulé en français                                                                      | Intitulé en anglais                                              |
| ----------------------------------------------------------------------------------------- | ---------------------------------------------------------------- |
| Certificat d'études supérieures en sciences actuarielles                                  | Actuarial Science Graduate Certificate                           |
| Certificat d'études supérieures en fondements actuarielles                                | Actuarial Foundations Graduate Certificate                       |
| Certificat d'études supérieures en technologie de l'information avancée                   | Advanced Information Technology Graduate Certificate             |
| Certificat d'études supérieures en analyse commerciale appliquée                          | Applied Business Analytics Graduate Certificate                  |
| Certificat d'études supérieures en durabilité appliquée                                   | Applied Sustainability Graduate Certificate                      |
| Certificat d'études supérieures en informatique urbaine appliquée                         | Applied Urban Informatics Graduate Certificate                   |
| Certificat d'études supérieures en gestion des arts                                       | Arts Management Graduate Certificate                             |
| Certificat d'études supérieures en marketing des arts                                     | Arts Marketing Graduate Certificate                              |
| Certificat d'études supérieures en développement théâtral commercial                      | Commercial Theater Development Graduate Certificate              |
| Certificat d'études supérieures en réseaux informatiques                                  | Computer Networks Graduate Certificate                           |
| Certificat d'études supérieures en finance d'entreprise                                   | Corporate Finance Graduate Certificate                           |
| Certificat d'études supérieures en analyse criminelle                                     | Crime Analysis Graduate Certificate                              |
| Certificat d'études supérieures en justice pénale                                         | Criminal Justice Graduate Certificate                            |
| Certificat d'études supérieures en enquête sur la cybercriminalité et cybersécurité       | Cybercrime Investigation & Cybersecurity Graduate Certificate    |
| Certificat d'études supérieures en analyse de données                                     | Data Analytics Graduate Certificate                              |
| Certificat d'études supérieures en gestion de bases de données et intelligence d'affaires | Database Management & Business Intelligence Graduate Certificate |
| Certificat d'études supérieures en criminalistique numérique                              | Digital Forensics Graduate Certificate                           |
| Certificat d'études supérieures en gestion des risques d'entreprise                       | Enterprise Risk Management Graduate Certificate                  |
| Certificat d'études supérieures en gestion financière                                     | Financial Management Graduate Certificate                        |
| Certificat d'études supérieures en études alimentaires                                    | Food Studies Graduate Certificate                                |
| Certificat d'études supérieures en fondements de la communication santé                   | Foundations of Health Communication Graduate Certificate         |
| Certificat d'études supérieures en gestion de la collecte de fonds                        | Fundraising Management Graduate Certificate                      |
| Certificat d'études supérieures en gestion marketing global                               | Global Marketing Management Graduate Certificate                 |
| Certificat d'études supérieures en informatique de santé                                  | Health Informatics Graduate Certificate                          |
| Certificat d'études supérieures en promotion de la santé, médias et marketing             | Healthcare Promotion, Media & Marketing Graduate Certificate     |
| Certificat d'études supérieures en sécurité de l'information                              | Information Security Graduate Certificate                        |
| Certificat d'études supérieures en technologie de l'information                           | Information Technology Graduate Certificate                      |
| Certificat d'études supérieures en gestion de projets informatiques                       | IT Project Management Graduate Certificate                       |
| Certificat d'études supérieures en innovation et entrepreneuriat                          | Innovation & Entrepreneurship Graduate Certificate               |
| Certificat d'études supérieures en gestion des affaires internationales                   | International Business Management Graduate Certificate           |
| Certificat d'études supérieures en finance internationale                                 | International Finance Graduate Certificate                       |
| Certificat d'études supérieures en analyse des investissements                            | Investment Analysis Graduate Certificate                         |
| Certificat d'études supérieures en linguistique                                           | Linguistics Graduate Certificate                                 |
| Certificat d'études supérieures en sécurité et confidentialité de l'information médicale  | Medical Information Security & Privacy Graduate Certificate      |
| Certificat d'études supérieures en gestion de projet                                      | Project Management Graduate Certificate                          |
| Certificat d'études supérieures en gestion de projets, programmes et portefeuilles        | Project, Program & Portfolio Management Graduate Certificate     |
| Certificat d'études supérieures en génie logiciel                                         | Software Engineering Graduate Certificate                        |
| Certificat d'études supérieures en gestion stratégique en justice pénale                  | Strategic Management in Criminal Justice Graduate Certificate    |
| Certificat d'études supérieures en gestion de la chaîne d'approvisionnement               | Supply Chain Management Graduate Certificate                     |
| Certificat d'études supérieures en politiques et planification urbaines                   | Urban Policy & Planning Graduate Certificate                     |
| Certificat d'études supérieures en communication santé visuelle et numérique              | Visual & Digital Health Communication Graduate Certificate       |
| Certificat d'études supérieures en développement d'applications web                       | Web Application Development Graduate Certificate                 |

### Bachelors ou études de premier cycle
Voici les différents bachelors proposés en 2025 par le MET : 
| Intitulé en français                           | Intitulé en anglais                  |
| ---------------------------------------------- | ------------------------------------ |
| Bachelor en histoire de l'art                  | BLS in Art History                   |
| Bachelor en biologie                           | BS in Biology                        |
| Bachelor en informatique                       | BS in Computer Science               |
| Bachelor en justice pénale                     | BS in Criminal Justice               |
| Bachelor en économie                           | BS in Economics                      |
| Bachelor en littérature anglaise et américaine | BLS in English & American Literature |
| Bachelor en histoire                           | BLS in History                       |
| Bachelor en études interdisciplinaires         | BLS/BS in Interdisciplinary Studies  |
| Bachelor en études de gestion                  | BS in Management Studies             |
| Bachelor en mathématiques                      | BS in Mathematics                    |
| Bachelor en philosophie                        | BLS in Philosophy                    |

### Certificats universitaires de premier cycle
| Intitulé en français                               | Intitulé en anglais                                         |
| -------------------------------------------------- | ----------------------------------------------------------- |
| Certificat en gestion des affaires                 | Business Management Undergraduate Certificate               |
| Certificat en informatique                         | Computer Science Undergraduate Certificate                  |
| Certificat en justice pénale                       | Criminal Justice Undergraduate Certificate                  |
| Certificat en gestion des affaires internationales | International Business Management Undergraduate Certificate |
| Certificat post-bachelor en études pré-médicales   | Post-Baccalaureate Certificate in Pre-Medical Studies       |

## Programmes d'apprentissage non crédités et continus
- Centre de formation professionnelle
- Evergreen
- Programmes en gastronomie et en vin

## Classement des actualités américaines
Classement US News & World Report 2024 :
- #3, Meilleurs programmes de master en ligne en justice pénale [10]
- #8, Meilleurs programmes de master en ligne en technologies de l'information [11]
- #6, Meilleurs programmes de master en ligne en commerce (hors MBA) [12]

## Accréditation professionnelle
Les programmes du Metropolitan College sont accrédités par les organismes suivants :
- Centre d'accréditation mondial pour les programmes de formation en gestion de projet (GAC) du Project Management Institute  (programmes de Master of Sciences en systèmes d'information (avec concentration en gestion de projet informatique) et en Gestion de projet)[13]
- Commission d'accréditation pour l'enseignement de l'informatique de santé et de la gestion de l'information (CAHIIM)  (Pour les programmes des Master of Sciences en Systèmes d'information (avec la concentration en informatique de la Santé) et en Informatique de la Santé)[14].
- Commission de l'enseignement supérieur de la Nouvelle-Angleterre (NECHE) [15] en tant que part entière de l'Université de Boston.
- AACSB (en)(Association to Advance Collegiate Schools of Business), en tant que part entière de l'Université de Boston au travers de la Questrom School of Business[16].

## Récompenses
Association américaine d'enseignement à distance (USDLA)
- Prix du XXIe siècle pour les meilleures pratiques en matière d'enseignement à distance (2016) [17]

Blackboard
- Prix Blackboard Catalyst pour les cours exemplaires — Choix du directeur pour les cours avec distinction (2014) [18]
- Prix du cours exemplaire Blackboard Catalyst (2012) [19]

Telly
- Prix de bronze vidéo (2012) [20]

## Anciens élèves et diplômés
En 2025, le réseau alumni du MET contient plus de 35 000 membres répartis sur tous les continents. 